# Чородинский сельсовет
Чородинский сельсовет — административно-территориальная единица и муниципальное образование со статусом сельского поселения в Тляратинском районе Дагестана Российской Федерации.
Административный центр — село Чорода.

## Население
| 2002  | 2010 | 2012 | 2013 | 2014  | 2015  | 2016  |
| ----- | ---- | ---- | ---- | ----- | ----- | ----- |
| 737   | ↗836 | ↗846 | ↗854 | ↗863  | ↗866  | ↗873  |
| 2017  | 2018 | 2019 | 2020 | 2021  | 2023  | 2024  |
| ↗891  | ↗902 | ↗905 | ↗908 | ↗1016 | ↗1027 | ↗1034 |
| 2025  |      |      |      |       |       |       |
| ↗1041 |      |      |      |       |       |       |

## Состав
| № | Населённый пункт | Тип населённого пункта       | Население |
| - | ---------------- | ---------------------------- | --------- |
| 1 | Салда            | село                         | ↗454      |
| 2 | Чорода           | село, административный центр | ↗562      |